# Stephen O'Donnell (football, 1992)
Stephen Gerard O'Donnell , né le 11 mai 1992 à Bellshill en Écosse, est un footballeur international écossais, qui évolue au poste d'arrière droit au sein du club de Motherwell.

## Biographie

### Carrière en club
Après être libéré par le Celtic, il signe pour Partick Thistle. Le 17 septembre 2011, il fait ses débuts lors d'un match contre Ayr United. Le 30 septembre, il marque son premier but, contre Greenock Morton. 
Le 22 juin 2015, il rejoint Luton Town, où il passe 2 saisons, marquant 4 buts en 72 matchs.
Le 4 juillet 2017, il signe un contrat de trois ans avec le club de Kilmarnock.

### En sélection
Le 6 février 2013, il fait ses débuts avec les espoirs écossais lors d'un match contre la Grèce. C'est son seul et unique match disputé avec les espoirs.
Le 29 mai 2018, il réalise ses débuts internationaux en équipe d'Écosse, lors d'un match amical contre le Pérou à Lima (victoire 2-0 en faveur du Pérou).
Il est retenu par Steve Clarke, le sélectionneur de l'Écosse, pour participer à l'Euro 2020.

## Palmarès

### En club
Partick Thistle
- Scottish Championship (deuxième division) : Vainqueur en 2013
- Scottish Challenge Cup : Finaliste en 2013

### Récompenses individuelles
- Membre de l'équipe-type de Scottish Championship en 2013